# La Captive
La Captive è un film del 2000 diretto da Chantal Akerman.